# Conocalama flammipennis
Conocalama flammipennis är en stekelart som först beskrevs av Morley 1915.  Conocalama flammipennis ingår i släktet Conocalama och familjen brokparasitsteklar. Inga underarter finns listade i Catalogue of Life.